# 瓦爾特·格羅佩斯
瓦尔特·格罗皮乌斯（德語：Walter Gropius；1883年5月18日—1969年7月5日），德國建築師和建筑教育家，現代設計學校先驅包浩斯創辦人。

## 生平

### 前期生涯
1883年，格罗皮乌斯出生於德國柏林，在頗具藝術淵源的家族背景中成長。父親是位建築師，叔父馬丁·格罗皮乌斯是德國十九世紀的建築師與藝術教育工作者，曾參與马丁-格罗皮乌斯博物馆的建築設計，與擔任過「柏林藝術工藝學院」（Academy of Applied Art, Berlin）教員，普魯士藝術教育主管官員等要務。馬丁·格罗皮乌斯致力於提高德國設計水準，對新材料的研究與德國設計藝術的努力，給了瓦尔特·格罗皮乌斯很大的啟示，也影響到日後他在包浩斯的經營，與在美國哈佛大學教學的態度。
在完成學校建築教育後，格罗皮乌斯於1907年進入彼得·貝倫斯的建築設計事務所工作，在那裡他受到貝倫斯與德意志工藝聯盟的人士啟發，突破了傳統古典建築體制的窠臼，勇於嘗試運用新材料與新技術的理論，表現出比貝倫斯更前衛的理念。

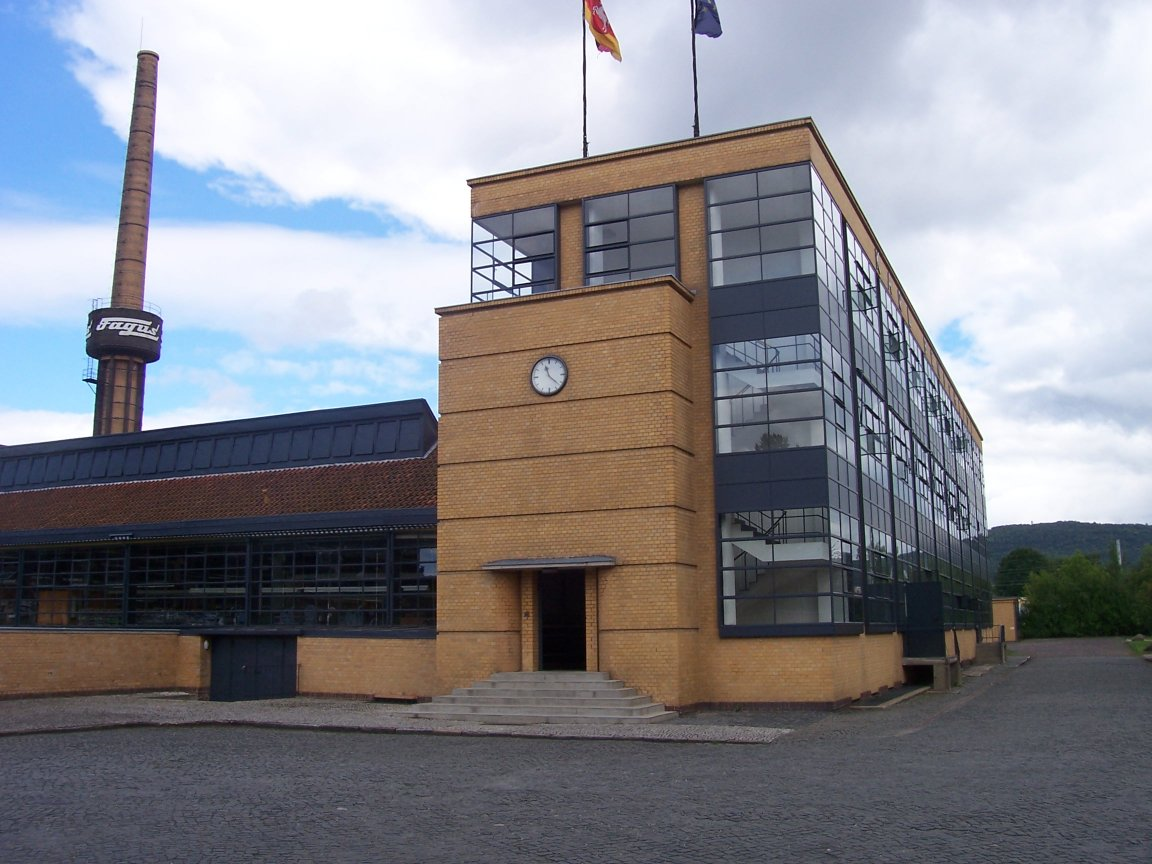
法古斯工廠（Fagus Factory）

1910年，格罗皮乌斯離開貝倫斯建築設計事務所，開始創立自己的事業，他與阿道夫·梅耶合開了一間建築事務所，並在1911年受到企業家卡爾·班西德（Karl Benscheid）的委託設計鞋楦工廠建築，即是後來格罗皮乌斯的成名傑作「法古斯工廠」，雖然格罗皮乌斯與梅耶只負責設計建築外觀，而大片的玻璃立面，是格罗皮乌斯「為德國勞動階級提供至少六小時的日照」的最佳體現，輕巧的鋼樑結構取代笨重的支柱，尤其取消了建築立面轉角處的支柱是一大特點，加強了結構透明性與實用表現，展現出建築的革命性樣貌，使格罗皮乌斯開始在建築界上受注目。更是為勞動階級提供良好的工作環境的理念，與形態反應功能的設計，可看出帶有些許現代主義的味道。
1914年，德意志工藝聯盟在德國科隆舉辦的「工藝聯盟展覽」上，格罗皮乌斯展出了他所設計的工廠與辦公室建築設計，同樣的玻璃立面表現手法使建築獲得足夠採光與透明感，也使他獲得極高的評價，這位年輕的新銳建築師逐漸在國際上成名。
1914年，當亨利·范·德費爾德因為他的比利時國籍身份，被迫從「魏瑪市立工藝美術學校」（Grand Ducal School of Arts and Crafts in Weimar，由魏瑪大公威廉·恩斯特創辦）的校長職位上退休時，格罗皮乌斯被推薦為繼任人選，格氏希望能將學校辦成一個獨立的，能與美術學校合作，而非被領導的學校。他認為唯有藝術家與工藝家互相承認與合作，方能實現工業設計的現代化。
1915年，魏瑪大公威廉·恩斯特欲關閉這所由他親自創辦的工藝美術學校，然而此舉受到部分魏瑪官員的反對，「魏瑪藝術學院」院長弗列茲·麥肯遜也為了避免工藝學校消失，提議將之縮併在藝術學院下成為一個科系，同時另外自行開辦建築學校，格罗皮乌斯則擔任這所擬議中的建築與工藝聯合學校的主管。然而計畫細節模糊，格氏也不滿職位權責不夠明確，加上第一次世界大戰爆發，格罗皮乌斯被徵召入伍，設計建築等工作幾乎停擺，此問題也一直被擱置。

### 包豪斯時期
戰後，經過格罗皮乌斯多次與魏瑪官員商談與闡揚目的，1919年3月16日，格罗皮乌斯正式被委任工藝美術學校與魏瑪藝術學院的校長，3月20日，格罗皮乌斯正式建議並獲准將這所合併的學校更名為「國立建築學院(即包豪斯)」，並於4月1日正式開學。

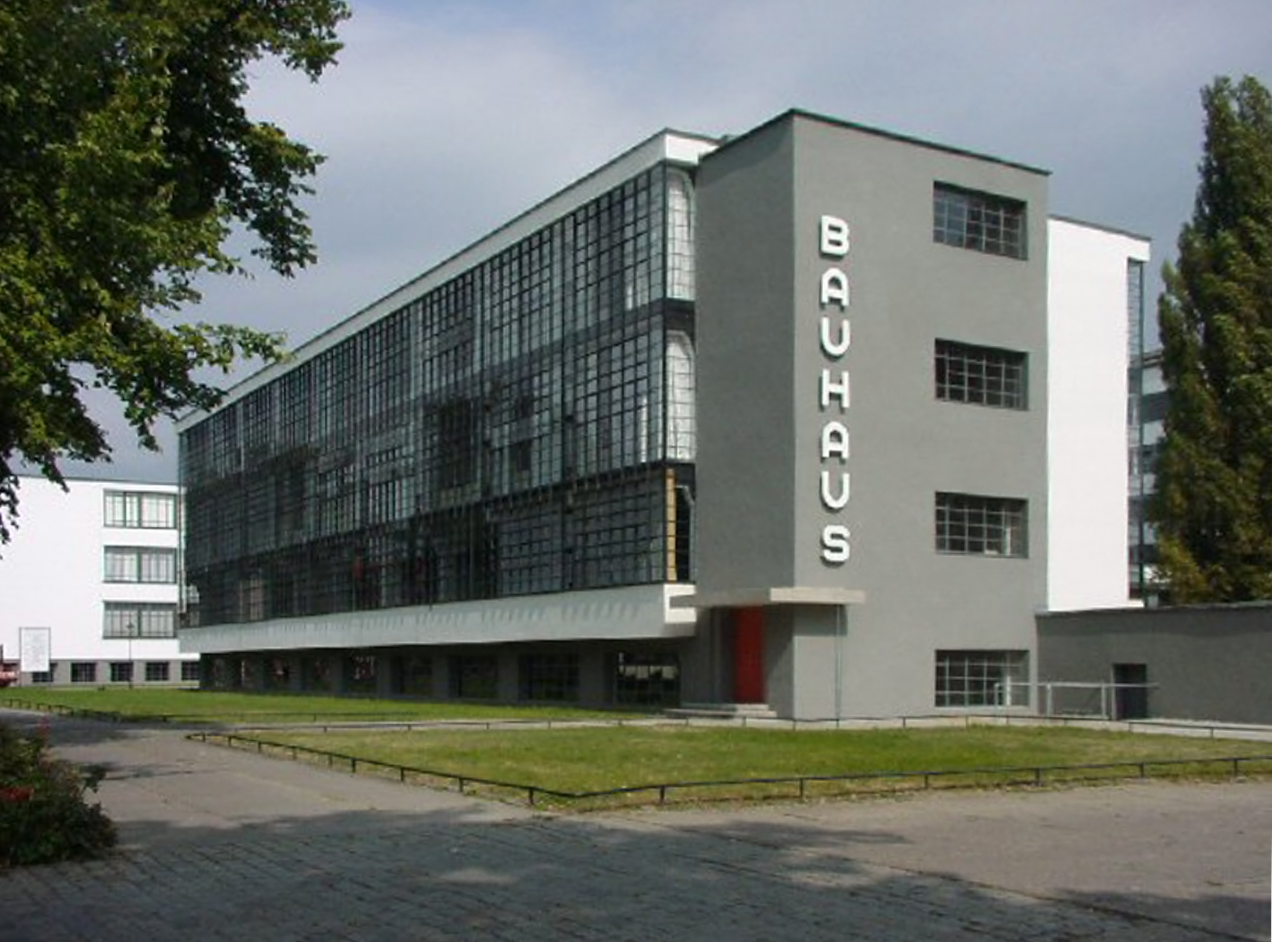
包豪斯德紹校舍

格罗皮乌斯在1919年至1928年間擔任包豪斯校長，致力於包豪斯教學的領導，為了達到他心中中世紀工作坊的理想，約翰·伊登的個人崇拜、風格壟斷卻成為一大問題，在荷蘭風格派領袖凡·杜斯堡造訪威瑪後，格罗皮乌斯體認到應從工業化傾向來發展設計教育的理念，放棄了手工藝傾向教育而進行全面的改革，9年的忙碌使他無心處理設計工作，甚至在格罗皮乌斯退休後，還要出面處理漢那士·梅耶領導包豪斯後帶來的危機，邀請密斯·凡德羅接手包豪斯等事宜，格罗皮乌斯可以說把畢生心血都奉獻給了包豪斯。
1926年，由格罗皮乌斯設計的包豪斯德紹校舍落成，延續法古斯工廠的設計理念，大片玻璃立面和曲折的校舍增加採光面積，各種構造的靈活運用，各立面皆有獨自造形特色的律動感，校舍簡潔卻又整合多功能，表現了嶄新的建築空間觀念。奠定了格罗皮乌斯的聲譽，也成為格罗皮乌斯不朽的「建築宣言」。

### 移民美國
1933年1月，納粹取得德國政權，長久受到納粹迫害的包浩斯終究面臨關閉的命運。為逃離這場政治動亂，格罗皮乌斯在英國建築師馬克斯威爾·弗萊的幫助下，於1934年先前往英國短暫居住與工作，並於1937年前往美國。
格罗皮乌斯與他的包浩斯學生兼同事马塞尔·布劳耶移民至麻省劍橋，並一同在哈佛大學設計學院任教，以及合作進行賓州新肯辛頓鋁城的住宅區計劃（Aluminum City Terrace project in New Kensington, Pennsylvania）。格罗皮乌斯在1944年入籍美國公民。
1945年，格罗皮乌斯在劍橋創辦了由一群年輕建築師組成的公司TAC，並成為全球最知名與注目的建築公司之一，後來TAC在1995年破產倒閉。
格罗皮乌斯在1969年逝世於麻省波士頓，享壽86歲。
目前全世界的設計教育系統，大多有他創辦時的一些影子，特別是建築的風格，有相當多都受到他的影響。

## 外部連結
- 建築博物館 （页面存档备份，存于）